# Burg Schermbeck
Die Burg Schermbeck, auch Wasserschloss zu Schermbeck genannt, ist eine Wasserburg in der Gemeinde Schermbeck (Burgstraße) im Kreis Wesel in Nordrhein-Westfalen.
Die Wasserburg wurde um 1300 als klevische Landesburg erbaut und mehrfach zerstört, beschädigt sowie umgebaut und 1319 erstmals erwähnt. Die Burg ist in Privatbesitz und wird bewohnt.